# وزارت دفاع (افغانستان)
وزارت دفاع ملی افغانستان یکی از وزارت‌های کلیدی دولت امارت اسلامی افغانستان است. وزارت دفاع ملی مسئولیت نظارت و کنترل و سوق و اداره کردن نیروهای نظامی افغانستان را دارد. هم‌اکنون مولوی محمد یعقوب مجاهد وزیر وزارت دفاع افغانستان می‌باشد.

## دوره جمهوری دموکراتیک

نشان وزارت دفاع افغانستان از سال ۱۹۸۷ تا ۱۹۹۲

عبدالقادر دگروال از ۳۰ آوریل تا ۹ اوت ۱۹۷۸ جانشین غلام حیدر رسولی به عنوان وزیر دفاع جمهوری دموکراتیک افغانستان شد و مسئولیت نیروهای مسلح جمهوری دموکراتیک افغانستان را بر عهده گرفت، تا اینکه سترجنرال محمداسلم وطنجار جانشین او شد. نیروهای وفادار به در سال ۱۹۹۰ شهنواز تنی، وزیر دفاع وقت و گلبدین حکمتیار، رهبر حزب اسلامی، اقدام به کودتای نافرجام علیه دکتر محمد نجیب‌الله رئیس‌جمهور وقت کردند. نیروهای او توسط سترجنرال محمداسلم وطنجار که به عنوان پاداش به عنوان وزیر دفاع منصوب شد، خنثی شدند. وطنجار آخرین وزیر دفاع جمهوری دموکراتیک افغانستان بود. دولت جمهوری دمکراتیک افغانستان در سال ۱۹۹۲ سقوط کرد.
علاوه بر این، وزارت دفاع نیز نشریه سالانه خود را با عنوان «مجله ارتش» (به پشتو: مجله اردو)، داشت که انتشار آن از سال ۱۹۶۷، تحت پادشاهی افغانستان، آغاز شد. این روند در جمهوری دموکراتیک افغانستان نیز ادامه یافت.

## دوره جمهوری اسلامی

لوگوی پیشین از سال ۲۰۱۸.

در طول نظام جمهوری اسلامی افغانستان (۲۰۰۴–۲۰۲۱)، وزیر دفاع توسط رئیس‌جمهور افغانستان معرفی و توسط شورای ملی افغانستان تأیید نهایی می‌شد.
یکی از وظایف وزارت دفاع در آن دوره، ادامه خلع سلاح گروه‌های شورشی از طریق برنامه‌هایی مانند برنامه آغازهای جدید افغانستان (که شامل توانبخشی و ادغام مجدد سربازان کودک بود) بود. این گروه‌های شبه‌نظامی پس از فروپاشی دولت نجیب‌الله در سال ۱۹۹۲ از جنگ‌سالاران و پرسنل سابق ارتش تشکیل شدند.

## فهرست وزیران
افغانستان پیش از سال ۱۹۲۹ وزیر دفاع نداشت، بلکه وزیر جنگ داشت.

### فهرست وزیران جنگ
- محمد نادر بارکزی، مه ۱۹۱۹ تا ژانویه ۱۹۲۲.[۱۰]
- محمد هاشم خان، ژانویه ۱۹۲۲ تا سپتامبر ۱۹۲۲.[۱۰]
- محمد نادر بارکزی، سپتامبر ۱۹۲۲ تا آوریل ۱۹۲۴.[۱۰]
- محمد ولی، آوریل ۱۹۲۴ تا ژوئن ۱۹۲۴.[۱۰]
- عبدالعزیز بارکزی، ژوئن ۱۹۲۴ تا ژانویه ۱۹۲۹.[۱۰]

### فهرست وزیران دفاع
| شماره | تصویر          | نام (تولد–مرگ)                        | مدت تصدی        | مدت تصدی        | مدت تصدی       | حزب سیاسی | حزب سیاسی            | منبع   |
| شماره | تصویر          | نام (تولد–مرگ)                        | آغاز تصدی       | پایان تصدی      | مدت زمان تصدی  | حزب سیاسی | حزب سیاسی            | منبع   |
| ----- | -------------- | ------------------------------------- | --------------- | --------------- | -------------- | --------- | -------------------- | ------ |
| ۱     |                | سیدحسین خان (؟ –۱۹۲۹)                 | ژانویه ۱۹۲۹     | مارس ۱۹۲۹       | ۲ ماه          |           | سقاوی‌ها              |        |
| ۲     |                | پردل خان (؟ –۱۹۳۰)                    | مارس ۱۹۲۹       | اکتبر ۱۹۲۹      | ۷ ماه          |           | سقاوی‌ها              |        |
| ۳     |                | شاه‌محمود خان (۱۸۹۰–۱۹۵۹)              | ۱۹۲۹            | ۱۹۴۷            | ۱۷–۱۸ سال      |           | مستقل                | [ ۱۰ ] |
| –     |                | امان‌الملک (؟ –ح. ۲۰۱۱)                | ح. ۱۹۴۴         | ح. ۱۹۴۶         | ۱–۲ سال        |           | نامشخص               |        |
| ۴     |                | محمد داوود خان (۱۹۰۹–۱۹۷۸)            | ۱۹۴۷            | ۱۹۴۸            | ۰–۱ سال        |           | مستقل                | [ ۱۰ ] |
| ۵     |                | جنرال محمدعمر (۱۸۹۸–۱۹۶۴)             | ۱۹۴۸            | ۱۹۵۲            | ۳–۴ سال        |           | نامشخص               | [ ۱۰ ] |
| ۶     |                | محمد عارف                             | ۱۹۵۲            | ۱۹۵۸            | ۵–۶ سال        |           | نامشخص               | [ ۱۰ ] |
| (۴)   |                | محمد داوود خان (۱۹۰۹–۱۹۷۸)            | ۱۹۵۸            | ۱۹۶۳            | ۴–۵ سال        |           | مستقل                | [ ۱۰ ] |
| ۷     |                | خان‌محمد خان (۱۹۱۱–۲۰۰۶)               | ۱۹۶۳            | ۱۹۷۳            | ۹–۱۰ سال       |           | نامشخص               | [ ۱۰ ] |
| (۴)   |                | محمد داوود خان (۱۹۰۹–۱۹۷۸)            | ۱۹۷۳            | ۱۹۷۳            | ۰ سال          |           | مستقل                | [ ۱۰ ] |
| ۸     |                | عبدالکریم مستغنی (۱۹۱۱–۲۰۰۴)          | ۱۹۷۳            | ۱۹۷۷            | ۳–۴ سال        |           | انقلاب ملی (از ۱۹۷۴) |        |
| ۹     |                | غلام حیدر رسولی (۱۹۱۹–۱۹۷۸)           | ۷ نوامبر ۱۹۷۷   | ۲۸ آوریل ۱۹۷۸   | ۱۷۲ روز        |           | انقلاب ملی           |        |
| ۱۰    |                | عبدالقادر دگروال (۱۹۴۴–۲۰۱۴)          | ۲۷ آوریل ۱۹۷۸   | ۱۷ اوت ۱۹۷۸     | ۱۱۲ روز        |           | ح.د.خ.ا–پرچم         |        |
| ۱۱    |                | نورمحمد تره‌کی (۱۹۱۷–۱۹۷۹)             | ۱۷ اوت ۱۹۷۸     | ۱ آوریل ۱۹۷۹    | ۲۲۷ روز        |           | ح.د.خ.ا–خلق          | [ ۱۱ ] |
| ۱۲    |                | محمداسلم وطنجار (۱۹۴۶–۲۰۰۰)           | ۱ آوریل ۱۹۷۹    | ۲۸ ژوئیه ۱۹۷۹   | ۱۱۸ روز        |           | ح.د.خ.ا–خلق          |        |
| ۱۳    |                | حفیظ‌الله امین (۱۹۲۹–۱۹۷۹)             | ۲۸ ژوئیه ۱۹۷۹   | ۲۷ دسامبر ۱۹۷۸  | ۱۵۲ روز        |           | ح.د.خ.ا              |        |
| ۱۴    |                | محمد رفیع (زاده ۱۹۴۶)                 | ۲۸ دسامبر ۱۹۷۹  | ۱۹۸۲            | ۲–۳ سال        |           | ح.د.خ.ا              |        |
| (۱۰)  |                | عبدالقادر دگروال (۱۹۴۴–۲۰۱۴)          | ۱۹۸۲            | سپتامبر ۱۹۸۴    | ۱–۲ سال        |           | ح.د.خ.ا–پرچم         |        |
| ۱۵    |                | نظر محمد (۱۹۳۵–۱۹۹۸)                  | ۴ دسامبر ۱۹۸۴   | ۴ دسامبر ۱۹۸۶   | ۲ سال          |           | ح.د.خ.ا–خلق          |        |
| (۱۴)  |                | محمد رفیع (زاده ۱۹۴۶)                 | دسامبر ۱۹۸۶     | مه ۱۹۸۸         | ۱ سال، ۵ ماه   |           | ح.د.خ.ا              |        |
| ۱۶    |                | شهنواز تنی (۱۹۵۰–۲۰۲۲)                | مه ۱۹۸۸         | مارس ۱۹۹۰       | ۱ سال، ۱۰ ماه  |           | ح.د.خ.ا–خلق          |        |
| (۱۲)  |                | محمداسلم وطنجار (۱۹۴۶–۲۰۰۰)           | مارس ۱۹۹۰       | آوریل ۱۹۹۲      | ۲ سال، ۱ ماه   |           | ح.د.خ.ا–خلق          |        |
| –     |                | احمد شاه مسعود (۱۹۵۳–۲۰۰۱)            | ۲۸ آوریل ۱۹۹۲   | ۲۸ ژوئن ۱۹۹۲    | ۶۱ روز         |           | جمعیت اسلامی         |        |
| ۱۷    | ۲۸ ژوئن ۱۹۹۲   | احمد شاه مسعود (۱۹۵۳–۲۰۰۱)            | ۹ سپتامبر ۲۰۰۱  | ۹ سال، ۷۳ روز   |                |           | جمعیت اسلامی         |        |
| ۱۸    |                | عبیدالله آخند (۱۹۶۸–۲۰۱۰)             | آوریل ۱۹۹۷      | ۹ سپتامبر ۲۰۰۱  | ۴ سال، ۵ ماه   |           | طالبان               |        |
| ۱۹    |                | محمدقسیم فهیم (۱۹۵۷–۲۰۱۴)             | ۹ سپتامبر ۲۰۰۱  | ۲۳ دسامبر ۲۰۰۴  | ۳ سال، ۱۰۵ روز |           | جمعیت اسلامی         |        |
| ۲۰    |                | عبدالرحیم وردک (زاده ۱۹۴۵)            | ۲۳ دسامبر ۲۰۰۴  | ۷ اوت ۲۰۱۲      | ۷ سال، ۲۲۸ روز |           | محاذ ملی اسلامی      |        |
| –     |                | عنایت‌الله نظری (زاده ۱۹۵۴) سرپرست     | ۸ اوت ۲۰۱۲      | ۱۵ سپتامبر ۲۰۱۲ | ۳۸ روز         |           | جمعیت اسلامی         |        |
| ۲۱    |                | بسم‌الله خان محمدی (زاده ۱۹۶۱)         | ۱۵ سپتامبر ۲۰۱۲ | ۲۴ مه ۲۰۱۵      | ۲ سال، ۲۵۱ روز |           | جمعیت اسلامی         |        |
| –     |                | محمدمعصوم استانکزی (زاده ۱۹۵۸) سرپرست | ۲۴ مه ۲۰۱۵      | ۲۰ ژوئن ۲۰۱۶    | ۱ سال، ۲۷ روز  |           | مستقل (نظامی)        |        |
| ۲۲    |                | عبدالله حبیبی (زاده ۱۹۵۲)             | ۲۰ ژوئن ۲۰۱۶    | ۲۴ آوریل ۲۰۱۷   | ۳۰۸ روز        |           | مستقل (نظامی)        |        |
| ۲۳    |                | طارق‌شاه بهرامی (زاده ۱۹۶۷)            | ۲۴ آوریل ۲۰۱۷   | ۲۳ دسامبر ۲۰۱۸  | ۱ سال، ۲۴۳ روز |           | مستقل (نظامی)        |        |
| –     |                | اسدالله خالد (زاده ۱۹۷۰)              | ۲۳ دسامبر ۲۰۱۸  | ۲۱ نوامبر ۲۰۲۰  | ۱ سال، ۳۳۴ روز |           | دعوت اسلامی          |        |
| ۲۴    | ۲۱ نوامبر ۲۰۲۰ | اسدالله خالد (زاده ۱۹۷۰)              | ۱۹ مارس ۲۰۲۱    | ۱۱۸ روز         |                |           | دعوت اسلامی          |        |
| –     |                | یاسین ضیاء سرپرست                     | ۱۹ مارس ۲۰۲۱    | ۱۹ ژوئن ۲۰۲۱    | ۹۲ روز         |           | مستقل (نظامی)        |        |
| (۲۱)  |                | بسم‌الله خان محمدی (زاده ۱۹۶۱)         | ۱۹ ژوئن ۲۰۲۱    | ۱۵ اوت ۲۰۲۱     | ۵۷ روز         |           | جمعیت اسلامی         | [ ۱۳ ] |
| –     |                | عبدالقیوم ذاکر (زاده ۱۹۷۳) سرپرست     | ۲۴ اوت ۲۰۲۱     | ۷ سپتامبر ۲۰۲۱  | ۱۴ روز         |           | طالبان               | [ ۱۴ ] |
| –     |                | محمد یعقوب مجاهد (زاده ۱۹۹۰) سرپرست   | ۷ سپتامبر ۲۰۲۱  | متصدی           | ۳ سال، ۲۸۲ روز |           | طالبان               | [ ۱۵ ] |